# Mark Weinberger

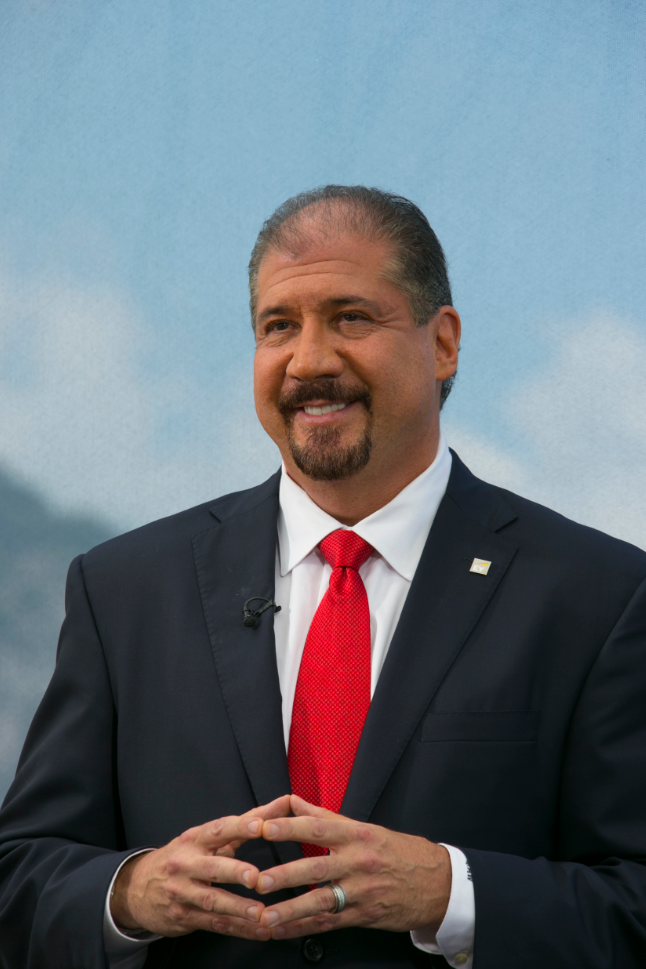
Mark Weinberger (2016)

Mark Weinberger (* 28. Juli 1961 in Scranton, Pennsylvania) ist ein US-amerikanischer Geschäftsmann.
Er war bis 2019 Chairman und CEO der  Wirtschaftsprüfungs- und Beratungsgesellschaft Ernst & Young.

## Werdegang
Mark Weinberger erwarb einen B.A. an der Emory University, einen MBA und einen J.D. an der Case Western Reserve University sowie einen LL.M am Georgetown University Law Center.
Weinberger kam erstmals 1987 als Neueinsteiger zu Ernst & Young. 1990 wechselte er in den öffentlichen Dienst und nahm eine Stelle als Steuerberater für Senator John C. Danforth an. Darüber hinaus diente er als Stabschef des Entitlement and Tax Reform Committee von 1994.
Weinberger war 1996  Mitgründer der Firma Washington Counsel, P.C. Das Unternehmen fusionierte im Mai 2000 mit Ernst & Young und er wurde Director des National Tax Department der amerikanischen Niederlassung von Ernst & Young. Im Verlauf des Jahres kehrte Weinberger in den öffentlichen Dienst zurück, als Präsident Clinton ihn in das Social Security Advisory Board berief. Nach dem Rücktritt von Jonathan Talisman wurde Weinberger Assistant Secretary im US-amerikanischen Finanzministerium und war für die Steuerpolitik des Ministeriums zuständig.
Im April 2002 legte er sein Amt nieder und kehrte als Americas Deputy Vice Chair des Geschäftsbereichs Tax Services zu EY zurück.
Bis zum 1. Juli 2019 war er Chairman und CEO von EY und arbeitete in Washington. Er trat im Juli 2013 die Nachfolge des scheidenden Chairman und CEO Jim Turley an.
2012 zeichnete ihn die Anti-Defamation League mit dem Achievement Award aus.
Mark Weinberger ist verheiratet und hat mit seiner Frau vier Kinder.